# Drymusa spectata
Drymusa spectata är en spindelart som beskrevs av Alayón 1981. Drymusa spectata ingår i släktet Drymusa och familjen Drymusidae.
Artens utbredningsområde är Kuba. Inga underarter finns listade i Catalogue of Life.